# Cirriformia melanacantha
Cirriformia melanacantha är en ringmaskart som först beskrevs av Grube 1872.  Cirriformia melanacantha ingår i släktet Cirriformia och familjen Cirratulidae. Inga underarter finns listade i Catalogue of Life.